# Sang Ndong
Sang Ndong (* 8. August 1957 in Bathurst) ist gambischer Fußballtrainer des Vereins Hawks Banjul. Er war selbst aktiver Spieler bei der gambischen Fußballnationalmannschaft und spielte 1984 für mindestens zwei Spiele bei der Qualifikation für die Fußball-Weltmeisterschaft 1986.
Sang Ndong war über zehn Jahre lang Trainer der Nationalmannschaft, bis er vom Verband, der Gambia Football Association, 2003 entlassen wurde. Das Amt blieb bis Mitte September 2006 vakant, als der deutsche Antoine Hey sein Nachfolger wurde.
Als Trainer bei den Hawks Banjul gewann er 2006 den GFA-Cup.